# Epinecrophylla erythrura
Az Epinecrophylla erythrura a madarak osztályának verébalakúak (Passeriformes) rendjébe és a hangyászmadárfélék (Thamnophilidae) családjába tartozó faj.

## Rendszerezése
A fajt Philip Lutley Sclater angol ügyvéd és zoológus írta le 1890-ben, a Myrmetherula nembe Myrmotherula erythrura néven.

## Alfajai
- Epinecrophylla erythrura erythrura (P. L. Sclater, 1890)
- Epinecrophylla erythrura septentrionalis (Zimmer, 1932)[2]

## Előfordulása
Dél-Amerika északnyugati részén, Brazília, Kolumbia, Ecuador és Peru területén honos. Természetes élőhelyei a szubtrópusi vagy trópusi síkvidéki esőerdők és mocsári erdők. Állandó, nem vonuló faj.

## Megjelenése
Testhossza 11 centiméter, testtömege 9,5–12,5 gramm.

## Életmódja
Rovarokkal és pókokkal táplálkozik.

## Természetvédelmi helyzete
Az elterjedési területe rendkívül nagy, egyedszáma pedig stabil. A Természetvédelmi Világszövetség Vörös listáján nem fenyegetett fajként szerepel.